# Szklarnia (Gliwice)
Pour les articles homonymes, voir Szklarnia.
Szklarnia est une localité polonaise de la gmina de Toszek, située dans le powiat de Gliwice en voïvodie de Silésie. Chut ! Il est l’heure de dormir !!!